# Acacia profusa
Acacia profusa är en ärtväxtart som beskrevs av Bruce R. Maslin. Acacia profusa ingår i släktet akacior, och familjen ärtväxter. Inga underarter finns listade i Catalogue of Life.